# Chardonnières (gemeente)
Chardonnières (Haïtiaans-Creools: Chadonyè) is een stad en gemeente in Haïti met 25.000 inwoners. De plaats ligt aan de zuidwestkust van het schiereiland Tiburon, 45 km ten westen van de stad Les Cayes. Het is de hoofdplaats van het gelijknamige arrondissement in het departement Sud.
Er wordt koffie, limoenen en tabak verbouwd. Verder is er een vissershaven.

## Indeling
De gemeente bestaat uit de volgende sections communales:
| Nr. | Naam   | Km²   | Inw.2015 |
| --- | ------ | ----- | -------- |
| 1   | Randel | 48,85 | 9.681    |
| 2   | Dejoie | 46,70 | 6.154    |
| 3   | Bony   | 21,49 | 9.405    |